# Турик Микола Антонович
Микола Антонович Турик (1913, село Носівка, тепер Чернігівської області — 1998) — український радянський діяч, директор Луганського тепловозобудівного заводу. Депутат Верховної Ради УРСР 7—8-го скликань. Кандидат у члени ЦК КПУ в 1966—1976 р. Професор. Герой Соціалістичної Праці (5.04.1971).

## Біографія
Народився у родині робітника. Трудову діяльність розпочав у 1927 році слюсарем майстерень дитячого будинку у місті Чернігові.
Освіта вища. У 1938 році закінчив факультет транспортного машинобудування Харківського механіко-машинобудівного інституту за спеціальністю «паровозобудування».
У 1938—1942 роках — інженер-конструктор Ворошиловградського паровозобудівного заводу.
Під час німецько-радянської війни перебував у евакуації. У 1942—1944 роках — старший інженер-конструктор Чкаловського та Коломенського паровозобудівних заводів РРФСР. Працював над розробкою та випробуваннями нових типів паровозів. Випробування зразків нових локомотивів поєднувалося з доставкою військових ешелонів до фронту.
З 1944 року — старший інженер-конструктор, заступник головного конструктора Ворошиловградського паровозобудівного заводу. Під його керівництвом розроблено новий вантажний паровоз типу 1-5-1 ОР18, який за своїми тяговими, економічними та експлуатаційними властивостями значно перевершував існуючі в світі аналогічні паровози того часу.
Член ВКП(б) з 1946 року.
До 1960 року одночасно працював спочатку викладачем, a потім доцентом кафедри локомотивобудування Ворошиловградського машинобудівного інституту.
З 1958 року — головний конструктор Луганського тепловозобудівного заводу.
У жовтні 1960—1965 роках — начальник Головного технічного управління Українського раднаргоспу.
У 1965—1976 роках — директор Луганського ордена Леніна тепловозобудівного заводу імені Жовтневої Революції.
Потім — доцент, професор Ворошиловградського машинобудівного інституту.

## Нагороди
- Герой Соціалістичної Праці (5.04.1971)
- орден Леніна (5.04.1971)
- два ордени Трудового Червоного Прапора
- ордени
- медалі
- заслужений залізничник СРСР